# نصير الجادرجي
نصير بن كامل بن رفعت أفندي الجادرجي هو سياسي عراقي، شغل منصب عضو في مجلس الحكم العراقي المنحل والذي واستمر من تموز عام 2003 إلى تموز عام 2004، رغم أنه قد أعلن في بيان صدر في أيار 2005 الدعوة لمقاطعة أية حكومة محتلة، أو أية حكومة تقام تحت الاحتلال.
اختير ليكون عضوا في الجمعية الوطنية الانتقالية والتي استمرت منذ تموز 2004 حتى كانون الأول 2005 عندما انتخبت الدورة الأولى لمجلس النواب العراقي بعد إقرار الدستور الجديد، لكن الجادرجي فشل في الحصول على منصب في هذا المجلس.
كما يشغل الجادرجي منصب الأمين العام للحزب الوطني الديمقراطي الذي أسسه والده كامل الجادرجي، والذي كان سياسيا بارزا في العهد الملكي في العراق وكذلك في عهد عبد الكريم قاسم.
حصل على تكريم وزير الثقافة فرياد راوندوزي بسبب مساهمته في إعادة لوحات لكبار الفنانين التشكيليين العراقيين بعد أن فقدت تلك الأعمال بعد احتلال العراق في عام 2003. في عام 2017، نشر نصير الجادرجي مذكراته في كتاب.